# Magyarország a 2000-es junior atlétikai világbajnokságon
Magyarország a chilei Santiagóban megrendezett 2000-es junior atlétikai világbajnokság egyik részt vevő nemzete volt, 16 sportolóval képviseltette magát.

## Érmesek
| Érem      | Versenyző    | Versenyszám | Dátum       |
| --------- | ------------ | ----------- | ----------- |
| Bronzérem | Juhász Fanni | Rúdugrás    | október 18. |

## Eredmények

### Férfi
| Versenyző                                             | Versenyszám     | Előfutam | Előfutam | Negyeddöntő | Negyeddöntő | Elődöntő | Elődöntő | Döntő   | Döntő    |
| Versenyző                                             | Versenyszám     | Idő      | Hely.    | Idő         | Hely.       | Idő      | Hely.    | Idő     | Helyezés |
| ----------------------------------------------------- | --------------- | -------- | -------- | ----------- | ----------- | -------- | -------- | ------- | -------- |
| Nagy Gergely                                          | 100 m           | 10,97    | 6.       | kiesett     | kiesett     | kiesett  | kiesett  | kiesett | kiesett  |
| Németh Gergely                                        | 100 m           | 10,75    | 6.       | kiesett     | kiesett     | kiesett  | kiesett  | kiesett | kiesett  |
| Gombos Sándor                                         | 400 m           | kizárták | kizárták |             |             | kiesett  | kiesett  | kiesett | kiesett  |
| Kiss Dániel                                           | 110 m gát       | 14,97    | 7.       |             |             | kiesett  | kiesett  | kiesett | kiesett  |
| Nagy Gergely Németh Gergely Szabó László Lőrincz Imre | 4 x 100 m váltó | 40,31    | 3.       |             |             |          |          | 40,57   | 7.       |

| Versenyző      | Versenyszám   | Selejtező             | Selejtező             | Döntő    | Döntő    |
| Versenyző      | Versenyszám   | Eredmény              | Hely.                 | Eredmény | Helyezés |
| -------------- | ------------- | --------------------- | --------------------- | -------- | -------- |
| Fehér Román    | Magasugrás    | 2,05 m                | 8.                    | kiesett  | kiesett  |
| Komedant Péter | Magasugrás    | nincs elért magassága | nincs elért magassága | kiesett  | kiesett  |
| Lőrincz Imre   | Távolugrás    | 7,52 m                | 5.                    | 7,65 m   | 6.       |
| Laudver Róbert | Gerelyhajítás | 64,84 m               | 12.                   | kiesett  | kiesett  |

### Női
| Versenyző      | Versenyszám        | Előfutam | Előfutam | Elődöntő | Elődöntő | Döntő    | Döntő    |
| Versenyző      | Versenyszám        | Idő      | Hely.    | Idő      | Hely.    | Idő      | Helyezés |
| -------------- | ------------------ | -------- | -------- | -------- | -------- | -------- | -------- |
| Papp Krisztina | 1500 m             | 4:30,64  | 10.      |          |          | kiesett  | kiesett  |
| Füsti Edina    | 10 000 m gyaloglás |          |          |          |          | 51:30,27 | 14.      |

| Versenyző        | Versenyszám   | Selejtező | Selejtező | Döntő    | Döntő     |
| Versenyző        | Versenyszám   | Eredmény  | Hely.     | Eredmény | Helyezés  |
| ---------------- | ------------- | --------- | --------- | -------- | --------- |
| Balogh Bernadett | Magasugrás    | 1,75 m    | 9         | kiesett  | kiesett   |
| Juhász Fanni     | Rúdugrás      |           |           | 4,10 m   | Bronzérem |
| Varga Ildikó     | Diszkoszvetés | 48,55 m   | 6.        | 47,30 m  | 10.       |
| Kéri Andrea      | Kalapácsvetés | 50,45 m   | 13.       | kiesett  | kiesett   |
| Frajk Xénia      | Gerelyhajítás | 44,83     | 9.        | kiesett  | kiesett   |